# Ноуэлл, Питер
Питер Ноуэлл (Peter Carey Nowell; 8 февраля 1928, Филадельфия, Пенсильвания — 26 декабря 2016, там же) — американский онколог. Доктор медицины (1952) и эмерит-профессор Пенсильванского университета, с которым связана почти вся его жизнь, член Национальных Академии наук (1976) и Медицинской академии (1991) США, а также Американского философского общества (1993).
Известен как участник открытия Philadelphia chromosome.
Окончил Уэслианский университет (бакалавр биохимии). В 1952 году в школе медицины Пенсильванского университета получил степень доктора медицины (MD). После двух лет в Сан-Франциско в Naval Radiological Defense Laboratory, возвратился в Пенсильванский университет, где впоследствии стал профессором, заведовал кафедрой и был первым директором Онкоцентра имени Абрамсона (Abramson Cancer Center).
В 1970 году президент American Society for Experimental Pathology.
С 1957 года член AACR, в 1970-73 и 1990—1993 гг. входил в её совет директоров. Член Академии Американской ассоциации исследований рака (2014) и фелло Американской академии искусств и наук (2009).
В 1982—1986 годах ассоциированный редактор Cancer Research (journal), на обложке которого появлялся трижды (1983, 1989, 1999).

## Награды
- Simon M. Shubitz Cancer Prize and Lectureship (1980)
- Rous-Whipple Award, American Society for Investigative Pathology[англ.] (1986)
- Robert de Villiers International Achievement Award, Leukemia & Lymphoma Society[англ.] (1987)
- Charles S. Mott Prize[англ.], General Motors Cancer Research Foundation (1989)
- Fred W. Stewart Award, Мемориальный онкологический центр имени Слоуна — Кеттеринга (1989)
- Gold-Headed Cane Award, American Society of Investigative Pathology (1997)
- Премия Ласкера — Дебейки за клинические медицинские исследования (1998)
- Медаль Бенджамина Франклина Института Франклина (2010)
- AACC-NACB Award for Outstanding Contributions to Clinical Chemistry In a  Selected Area of Research (2011)
- Премия медицинского центра Олбани (2013)